# Fujimino
Fujimino (ふじみ野市?, Fujimino-shi) è una città giapponese della prefettura di Saitama.
la citt creata dalla città Kamifukuoka e dalla cittadina di òi